# Bermejo
Bermejo é uma cidade da Bolívia localizada na província de Aniceto Arce, departamento de Tarija. Está situada no extremo sul do país, na fronteira com a Argentina, a 208 km de Tarija.
Bermejo possui temperatura média anual de 22,53 °C. O clima da cidade se caracteriza por ter temperaturas extremas, muito altas entre setembro e maio, chegando a alcançar os 45 °C, por outro lado, as temperaturas entre junho e agosto caem até os 10º. 
Precipitação anual 1.323,1 mm. 

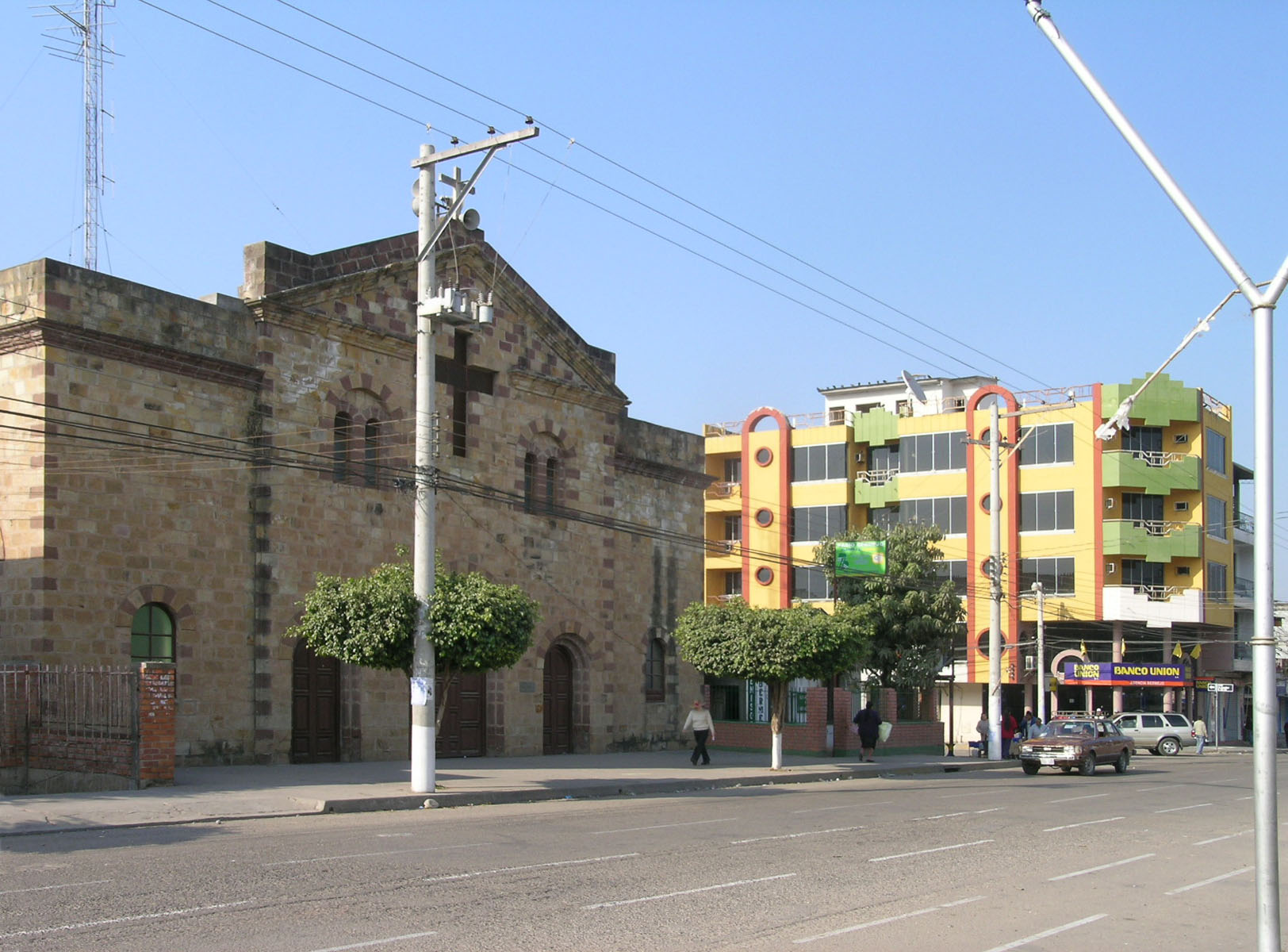
Igreja colonial em Bermejo
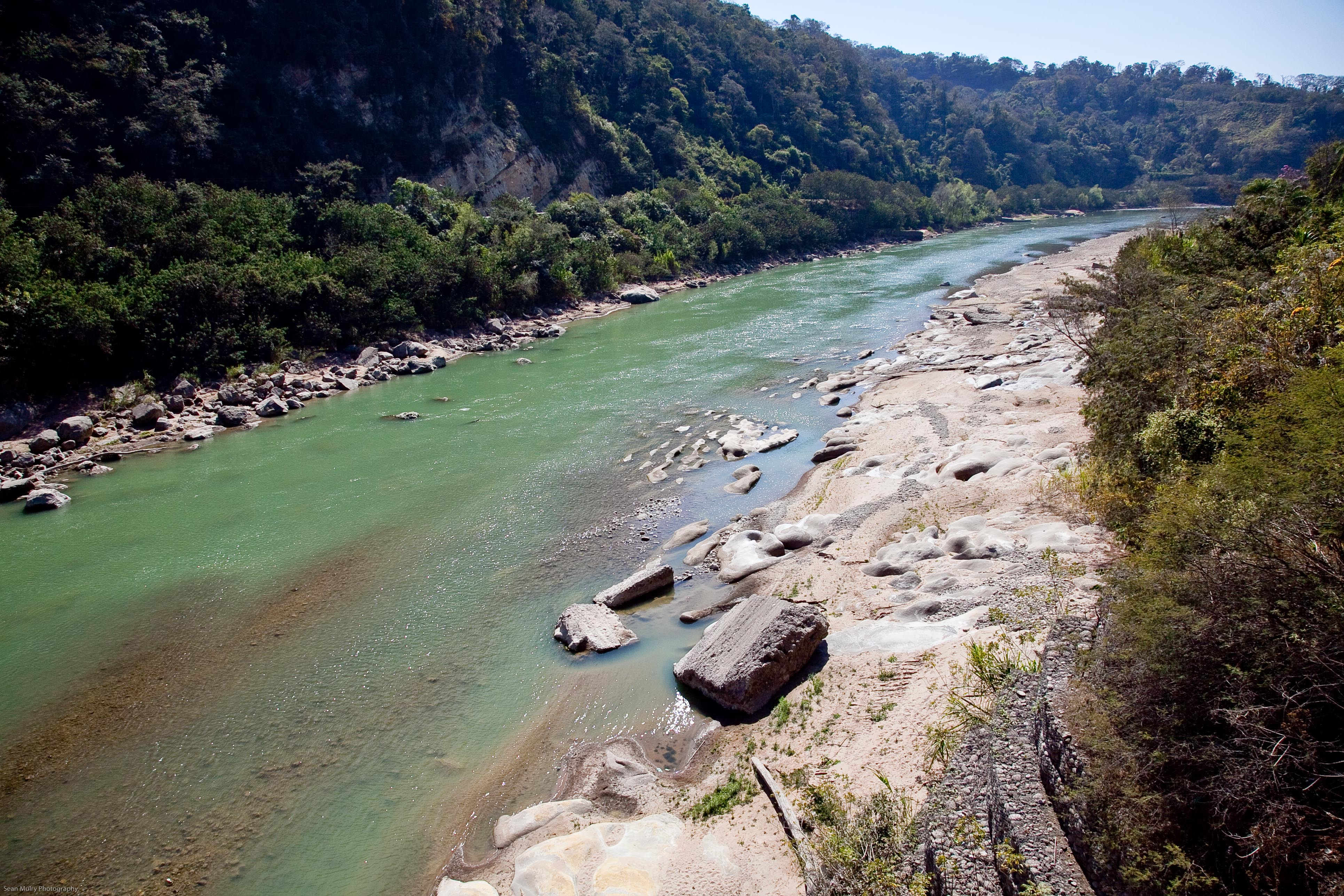
Rio Bermejo